# OMGRonny
OMGRonny (аббревиатура от Oh My God Ronny; стилизовано под маюскул) — дебютный коммерческий микстейп американского рэпера и продюсера Ronny J. Сам Ронни поёт только на пяти песнях, а на остальных выступает, как автор музыки. Микстейп содержит гостевые участия от Ski Mask the Slump God, Wifisfuneral, Дензела Карри, XXXTentacion и других.

## Оценки
| Оценки критиков | Оценки критиков |
| Источник        | Оценка          |
| --------------- | --------------- |
| Pitchfork       | 6.8/10          |

Микстейп был воспринят смешанными оценками.
В Pitchfork отметили, что: «На своих собственных треках Ronny J находит интригующую золотую середину, сочетая неразбавленный звук своей сцены с менее резкой личностью. В своих лучших проявлениях он звучит так, будто он уже перерастает субкультуру, которую помогал создавать».

## Список композиций
Все песни написаны и спродюсированы Ronny J (Рональдом Онейлом Спенсом-мл.).
| №                   | Название                                                  | Длительность |
| ------------------- | --------------------------------------------------------- | ------------ |
| 1.                  | «Thriller (Forever)» (при участии Ski Mask the Slump God) | 2:23         |
| 2.                  | «One Time» (при участии Smokepurpp)                       | 1:51         |
| 3.                  | «824»                                                     | 3:31         |
| 4.                  | «Glacier» (при участии Дензла Карри)                      | 2:26         |
| 5.                  | «Costa Rica» (при участии Ski Mask the Slump God)         | 2:01         |
| 6.                  | «Fiji Island» (при участии Fat Nick)                      | 2:31         |
| 7.                  | «Snakes» (при участии Wifisfuneral)                       | 2:35         |
| 8.                  | «Ohshi»                                                   | 1:33         |
| 9.                  | «Trauma» (при участии Nell и Danny Towers)                | 2:25         |
| 10.                 | «Houston» (при участии Дензел Карри)                      | 1:56         |
| 11.                 | «Banded Up» (при участии XXXTentacion)                    | 2:54         |
| Общая длительность: | Общая длительность:                                       | 26:00        |